# Île du Château (îles Kerguelen)
Pour les articles homonymes, voir Île du Château.
L'île du Château est une île française de l'archipel des Kerguelen située dans le golfe du Morbihan au sein d'un ensemble d'îles de taille comparable.